# Pterozonium cyclophyllum
Pterozonium cyclophyllum är en kantbräkenväxtart som först beskrevs av Bak., och fick sitt nu gällande namn av Friedrich Ludwig Diels. Pterozonium cyclophyllum ingår i släktet Pterozonium och familjen Pteridaceae. Inga underarter finns listade.